# Aulacus japonicus
Aulacus japonicus är en stekelart som beskrevs av Konishi 1990. Aulacus japonicus ingår i släktet Aulacus och familjen vedlarvsteklar. Inga underarter finns listade.